# Sorkh Roud
Sorkh Roud est une commune du nord de l’Iran située dans la province de Mazandéran.